# Javier del Águila
José Javier del Águila Martínez (ur. 7 marca 1991) – gwatemalski piłkarz grający na pozycji środkowego lub ofensywnego pomocnika. Jest wychowankiem klubu CSD Comunicaciones.

## Kariera klubowa
Karierę piłkarską Del Aguila rozpoczął w klubie CSD Comunicaciones z miasta Gwatemala. W jego barwach zadebiutował w sezonie 2010/2011 w pierwszej lidze gwatemalskiej. W sezonie 2010/2011 wywalczył z nim mistrzostwo fazy Apertura i fazy Clausura.
| Sezon   | Klub               | Kraj      | Rozgrywki     | Mecze | Bramki |
| ------- | ------------------ | --------- | ------------- | ----- | ------ |
| 2010/11 | CSD Comunicaciones | Gwatemala | Liga Nacional |       |        |

## Kariera reprezentacyjna
W 2011 roku Del Águila został powołany do reprezentacji Gwatemali na Złoty Puchar CONCACAF 2011. 14 czerwca 2011 w meczu tego turnieju z Grenadą (4:0) zadebiutował w kadrze narodowej i w debiucie zdobył gola.